# Himantura polylepis
Espèce
Synonymes
- Himantura chaophraya Monkolprasit & Roberts, 1990[1]
- Himantura polylepis (Bleeker, 1852)[2] [1]
- Leiobatis polylepis (Bleeker, 1852)[2]
- Trygon polylepis Bleeker, 1852[2] [1]
- Urogymnus polylepis (Bleeker, 1852)[2] [1]

Statut de conservation UICN

 EN A2bcd : En danger
Répartition géographique
Himantura polylepis ou Himantura chaophraya ou encore Urogymnus polylepis est une espèce de poissons cartilagineux appartenant à la famille des Dasyatidae.

## Description
La taille maximale connue pour Himantura polylepis est de 240 cm pour un poids de 600 kg. En tout cas, le plus gros poisson en eau douce jamais pêché au monde (enregistré scientifiquement puis relâché), dans le Mékong au Cambodge, est une femelle Himantura polylepis de 300 kg,. D'autres sources désignent son espèce comme étant Urogymnus polylepis, plutôt du genre Urogymnus, donc.  

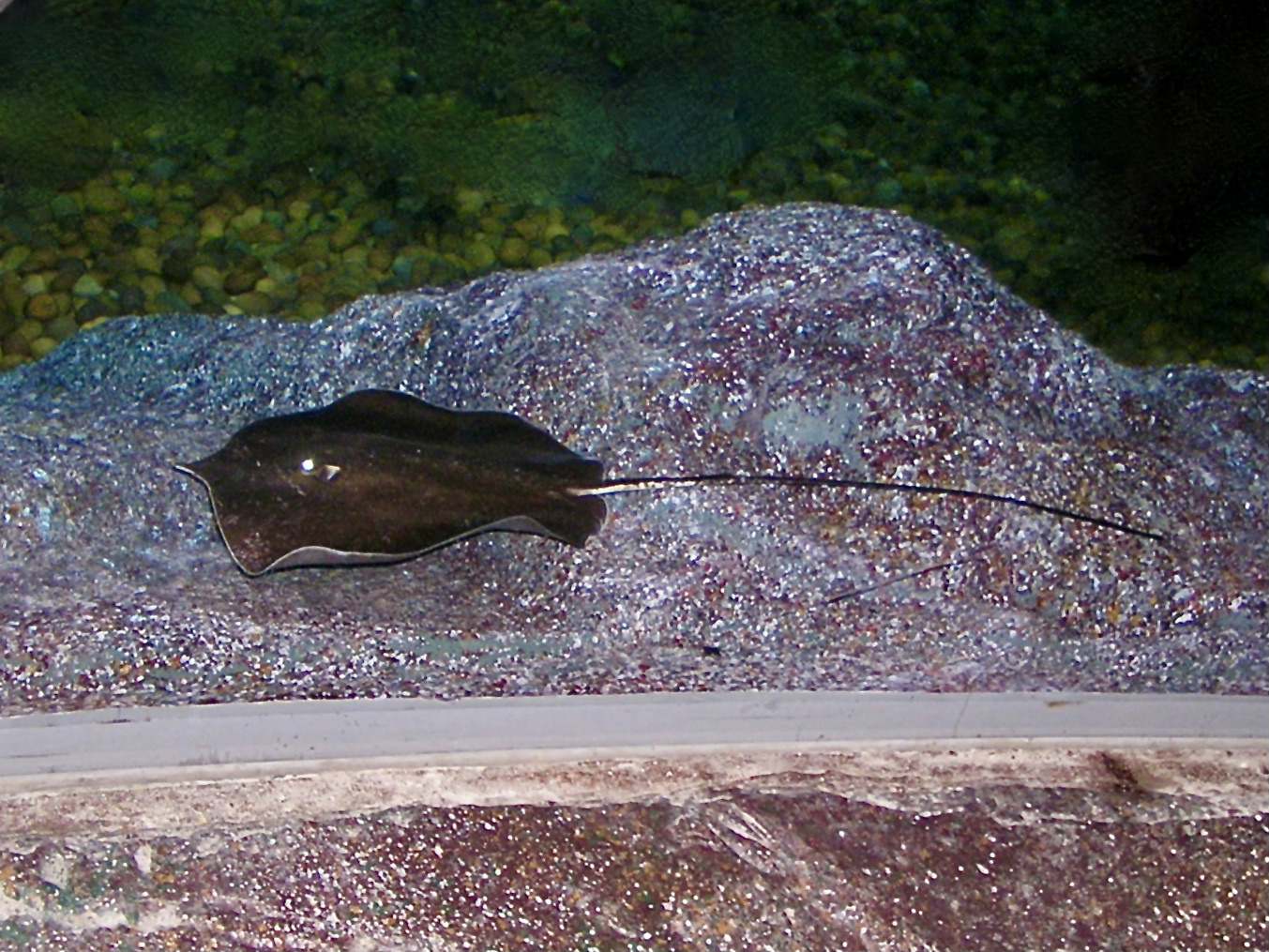
Raie Urogymnus polylepis, aquarium Sea Life Bangkok Ocean World, Bangkok, Thaïlande

## Étymologie
Son nom spécifique, polylepis, du grec poly, plusieurs, et lepis, écailles, lui a été donné en référence à ses nombreuses écailles sur sa queue, bien que plus petites, que ce que Bleeker avait rencontré chez la plupart des espèces similaires.

## Publication originale
- (de) Bleeker, 1852 : Bijdrage tot de kennis der Plagiostomen van den Indischen Archipel. Verhandelingen van het Bataviaasch Genootschap van Kunsten en Wetenschappen, vol. 24, p. 1-92[8] (texte intégral).